# Заросляк триколірний
Заросляк триколірний (Atlapetes tricolor) — вид горобцеподібних птахів родини Passerellidae. Ендемік Перу. Atlapetes crassus, який мешкає на території Еквадору і Перу, раніше вважався підвидом триколірного заросляка.

## Опис
Довжина птаха становить 16-18 см. Верхня частина тіла оливково-сіра із зеленуватим відтінком. Бічні сторони голови чорні, на лобі і тімені широка жовта смуга. Горло і нижня частина тіла жовта з оливковим відтінком.

## Поширення і екологія
Триколірні заросляки мешкають у вологих тропічних і субтропічних гірських лісах Анд, на висоті від 700 до 2200 м над рівнем моря.